# Susan Jacks

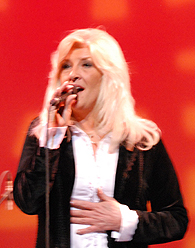
Susan Jacks (2008)

Susan Jacks (* 19. August 1948 als Susan Pesklevits in Saskatoon, Saskatchewan; † 25. April 2022 in Surrey, British Columbia) war eine kanadische Sängerin und Songschreiberin sowie Musikproduzentin.

## Leben
Sie wurde 1948 als eines von acht Kindern im kanadischen Saskatoon geboren. Im Alter von neun Jahren zog sie mit ihrer Familie nach British Columbia, wo sie mit fünfzehn Jahren ihren ersten Fernsehauftritt in der Musikshow Music Hop hatte. In den folgenden Jahren trat sie in weiteren Fernsehshows auf und gab Konzerte in British Columbia. Mit den aus Vancouver stammenden Musikern Howie Vickers und Tom Northcott gründete sie die Band The Eternal Triangle.
1966 lernte sie den kanadischen Musiker Terry Jacks kennen, mit dem sie die Band Powerline gründete. Wenig später wurde die Band in The Poppy Family umbenannt. Susan und Terry Jacks heirateten im darauffolgenden Jahr. Unter der Bezeichnung The Poppy Family featuring Susan Jacks hatte die Gruppe mehrere Charterfolge in Kanada. Ihren größten Erfolg hatte sie 1968 mit dem Song Which Way You Goin’ Billy?, der Platz eins der kanadischen Charts und Platz zwei der US-Singlecharts erreichte. Das gleichnamige Album erschien 1969. In den 1970er-Jahren trat die Band in mehreren bekannten Fernsehshows in den USA und Kanada auf.
1972 gaben Terry und Susan Jacks die Band auf und widmeten sich fortan der Arbeit an Soloalben. Susan Jacks’ Album mit dem Titel I Thought of You Again erschien 1973, kurz nach der Trennung von Terry Jacks. Der gleichnamige Titelsong des Albums erreichte Platz sieben der kanadischen Charts, die im selben Jahr erschienene Single You Don’t Know What Love Is Platz drei. Jacks veröffentlichte in den folgenden Jahren vier weitere Alben mit den Titeln Dream (1975), The World of Susan Jacks and the Poppy Family (1976), Ghosts (1980) und Forever (1982), von denen jedoch keines an frühere Erfolge anknüpfen konnte.
1977 heiratete Jacks den ehemaligen Football-Spieler Ted Dushinski, mit dem sie bis zu dessen Tod im Jahre 2005 zusammenblieb. Das Paar bekam einen gemeinsamen Sohn. Für ihre Verdienste im Musikbereich wurde Jacks 2010 in die BC Entertainment Hall of Fame aufgenommen.
Susan Jacks war bis zuletzt als Sängerin aktiv. Sie starb im April 2022, im Krankenhaus in Surrey im Alter von 73 Jahren; sie hatte seit mehreren Jahren an einer Nierenerkrankung gelitten.

## Diskografie
Alben:
- 1969: Which Way You Goin’ Billy? (mit The Poppy Family)
- 1973: I Thought of You Again
- 1975: Dream
- 1980: Ghosts
- 1982: Forever